# Tryphosella horingi
Tryphosella horingi är en kräftdjursart som först beskrevs av Boeck 1871.  Tryphosella horingi ingår i släktet Tryphosella och familjen Lysianassidae. Arten är reproducerande i Sverige. Inga underarter finns listade i Catalogue of Life.